# Taavi Peetre
Taavi Peetre (Käina Vald, 5 luglio 1983 – Võru, 11 settembre 2010) è stato un pesista e discobolo estone.

## Biografia
L'11 settembre 2010 Taavi Peetre morì annegando nel lago Tamula, mentre era a pesca in barca con amici.

## Palmarès
| Anno | Manifestazione    | Sede       | Evento           | Risultato | Misura  | Note |
| ---- | ----------------- | ---------- | ---------------- | --------- | ------- | ---- |
| 1999 | Mondiali allievi  | Bydgoszcz  | Lancio del disco | 25º       | 48,03 m |      |
| 2002 | Mondiali juniores | Kingston   | Getto del peso   | 9º        | 18,72 m |      |
| 2002 | Mondiali juniores | Kingston   | Lancio del disco | 18º       | 53,90 m |      |
| 2003 | Universiadi       | Taegu      | Getto del peso   | 6º        | 18,73 m |      |
| 2004 | Olimpiadi         | Atene      | Getto del peso   | 26º       | 19,14 m |      |
| 2005 | Europei under 23  | Erfurt     | Getto del peso   | Argento   | 19,85 m |      |
| 2005 | Universiadi       | Smirne     | Getto del peso   | Argento   | 20,02 m |      |
| 2005 | Mondiali          | Helsinki   | Getto del peso   | 21º       | 19,20 m |      |
| 2008 | Olimpiadi         | Pechino    | Getto del peso   | 26º       | 19,57 m |      |
| 2009 | Mondiali          | Berlino    | Getto del peso   | 13º (q)   | 19,91 m |      |
| 2010 | Europei           | Barcellona | Getto del peso   | 13º       | 19,42 m |      |